# NGC 4658
NGC 4658 is een balkspiraalstelsel in het sterrenbeeld Maagd. Het hemelobject werd op 25 maart 1786 ontdekt door de Duits-Britse astronoom William Herschel.

## Synoniemen
- MCG -2-33-1
- IRAS 12420-0948
- PGC 42929